# Alexander Nikolajewitsch Sabelin
Alexander Nikolajewitsch Sabelin (russisch Александр Николаевич Забелин; * 6. Dezember 1931 in der Oblast Kaliningrad, Russische SFSR) ist ein ehemaliger sowjetischer Sportschütze.

## Erfolge
Alexander Sabelin nahm an den Olympischen Spielen 1960 in Rom und 1964 in Tokio mit der Schnellfeuerpistole teil. 1960 schloss er den Wettkampf ebenso wie William McMillan und Pentti Linnosvuo mit 587 Punkten auf dem ersten Platz ab. Im anschließenden Stechen erzielte Sabelin 135 Punkte, während Linnosvuo auf 139 Punkte kam und McMillan gar auf 148 Punkte, sodass er letztlich die Bronzemedaille gewann. Vier Jahre darauf kam er mit 584 Punkten nicht über den 16. Platz hinaus. Mit der Mannschaft wurde Sabelin 1958 in Moskau, 1962 in Kairo und 1966 in Wiesbaden Weltmeister. Auch im Einzel gelang ihm 1962 schließlich der Titelgewinn, nachdem er 1958 noch die Silbermedaille gewonnen hatte.